# Gaultheria reticulata
Gaultheria reticulata är en ljungväxtart som beskrevs av Carl Sigismund Kunth. Gaultheria reticulata ingår i släktet Gaultheria och familjen ljungväxter. Inga underarter finns listade i Catalogue of Life.